# Sara Gama
Sara Gama (Trieste, 27 marzo 1989) è una dirigente sportiva ed ex calciatrice italiana, di ruolo difensore.
Ha legato la sua carriera agonistica principalmente al Brescia e alla Juventus. Con le Rondinelle ha vinto un campionato di Serie A (2015-2016), una Coppa Italia (2015-2016) e due Supercoppe italiane consecutive (2015 e 2016), mentre con le Bianconere ha vinto – da prima capitana nella storia della società – altri sei scudetti (cinque consecutivi dal 2017-2018 al 2021-2022, e un altro nel 2024-2025), quattro Coppe Italia (2018-2019, 2021-2022, 2022-2023 e 2024-2025) e tre Supercoppe italiane consecutive (dal 2019 al 2021).
Con la nazionale under 19 ha vinto – da capitana delle Azzurrine – l'europeo di categoria di Francia 2008, mentre con la nazionale maggiore – di cui è stata, dal 2014 al 2024, a sua volta capitana – ha preso parte al mondiale di Francia 2019 e agli europei di Finlandia 2009, Svezia 2013, Paesi Bassi 2017 e Inghilterra 2022.
A livello personale è stata nominata UEFA Golden Player nell'europeo del 2008; nel 2019 è stata inserita nella squadra dell'anno al Gran Galà del Calcio AIC e introdotta nella Hall of Fame del calcio italiano.
È consigliere federale FIGC dal 2018, vicepresidente AIC dal 2020 e membro della Commissione Nazionale Atleti del CONI dal 2021.

## Biografia
È nata a Trieste da padre congolese e madre triestina. Conseguita la maturità scientifica al Liceo "G. Oberdan" di Trieste, nel 2017 si laurea in Lingue e letterature straniere presso l'Università degli Studi di Udine. Oltre alla lingua madre, parla fluentemente inglese, francese e spagnolo.
Nel 2018, in occasione della Giornata internazionale della donna, è stata inserita da Mattel tra le 17 personalità femminili internazionali – e unica italiana – «che hanno saputo diventare fonte di ispirazione per le generazioni di ragazze del futuro», e omaggiata con una speciale Barbie riproducente le sue fattezze.
Durante la sua carriera calcistica è stata vittima di insulti razzisti, che si sono accentuati quando è divenuta capitana della nazionale italiana; in tal senso ha sollecitato pubblicamente la società ad agire con interventi punitivi per contrastare il fenomeno del razzismo.
Ha sostenuto il professionismo calcistico femminile, chiedendo tutele sociali e previdenziali per le calciatrici.
Dall'ottobre 2018 è consigliere della FIGC in quota Associazione Italiana Calciatori (AIC). Il 30 novembre 2020 è stata eletta vicepresidente dell'AIC, prima donna della storia a ricoprire l'incarico; con questo ruolo, il 9 giugno 2021 entra nella Commissione Nazionale Atleti del CONI.
Nel gennaio 2023 è protagonista del documentario Numero 3, Sara Gama basato sia sulla sua vita sia sulla sua carriera calcistica. L'opera, prodotta dalla Rai e curata dalla stessa Gama insieme a Martina Proietti e Giuseppe Rolli, è diretta da Fedora Sasso; alla realizzazione hanno partecipato anche Cristiana Girelli, Barbara Bonansea, Claudio Marchisio, Milena Bertolini, Gabriele Gravina, Evelina Christillin, Lapo Elkann, Donatella Scarnati e Pierluigi Pardo.

## Carriera

### Club

#### Gli inizi, Graphistudio Tavagnacco
Si appassiona al calcio fin dalla giovane età, tesserandosi con lo Zaule di Muggia e giocando fin dalla categoria Pulcini nelle squadre giovanili miste. Si trasferisce in seguito alla Polisportiva San Marco di Villaggio del Pescatore, a Duino-Aurisina, dove rimane per sei anni giocando per la prima volta in una squadra interamente femminile.
Nell'estate 2005 approda al Graphistudio Tavagnacco, dove sotto la guida tecnica del mister Roberto Modonutti viene spostata di ruolo, dal centrocampo a quello che ricoprirà per tutta la carriera, nel reparto difensivo. Poco più che sedicenne viene inserita in rosa con la prima squadra già dalla stagione d'esordio, esordendo in Serie A, livello di vertice del campionato italiano di categoria, già alla 1ª giornata, nel pareggio esterno a reti inviolate con la Torres Terra Sarda: marca 20 presenze su 22 incontri di quel campionato, complice anche il suo primo cartellino rosso in massima serie, siglando una rete.
In un quadriennio con la maglia del club di Tavagnacco totalizza 72 presenze e segna 5 gol. Con le gialloblù raggiunge come migliori risultati il 3º posto in Serie A nel campionato 2008-2009, e i quarti di finale in Coppa Italia nelle prime due stagioni.

#### Chiasiellis e Pali Blues
Successivamente, si trasferisce al Chiasiellis dove mette a referto 50 presenze e 2 gol; ma durante la terza stagione con il club di Mortegliano, nel corso di un impegno con la nazionale subisce un grave infortunio a un ginocchio che la allontana dal campo per quasi tutto il campionato, permettendole di scendere in campo solo 7 volte su 26 partite. Nell'anno di esordio al Chiasiellis gioca le semifinali di Coppa Italia, mentre in campionato il risultato migliore arriva all'ultima stagione, quella del 2011-2012, terminata con il raggiungimento del 7º posto, sotto la guida tecnica di Fabio Franti.
Nel corso della pausa estiva 2010 coglie l'occasione dell'esperienza in un campionato estero, trasferendosi temporaneamente con la formula del prestito al Pali Blues per giocare nella United Soccer Leagues W-League.

#### Brescia e Paris Saint-Germain

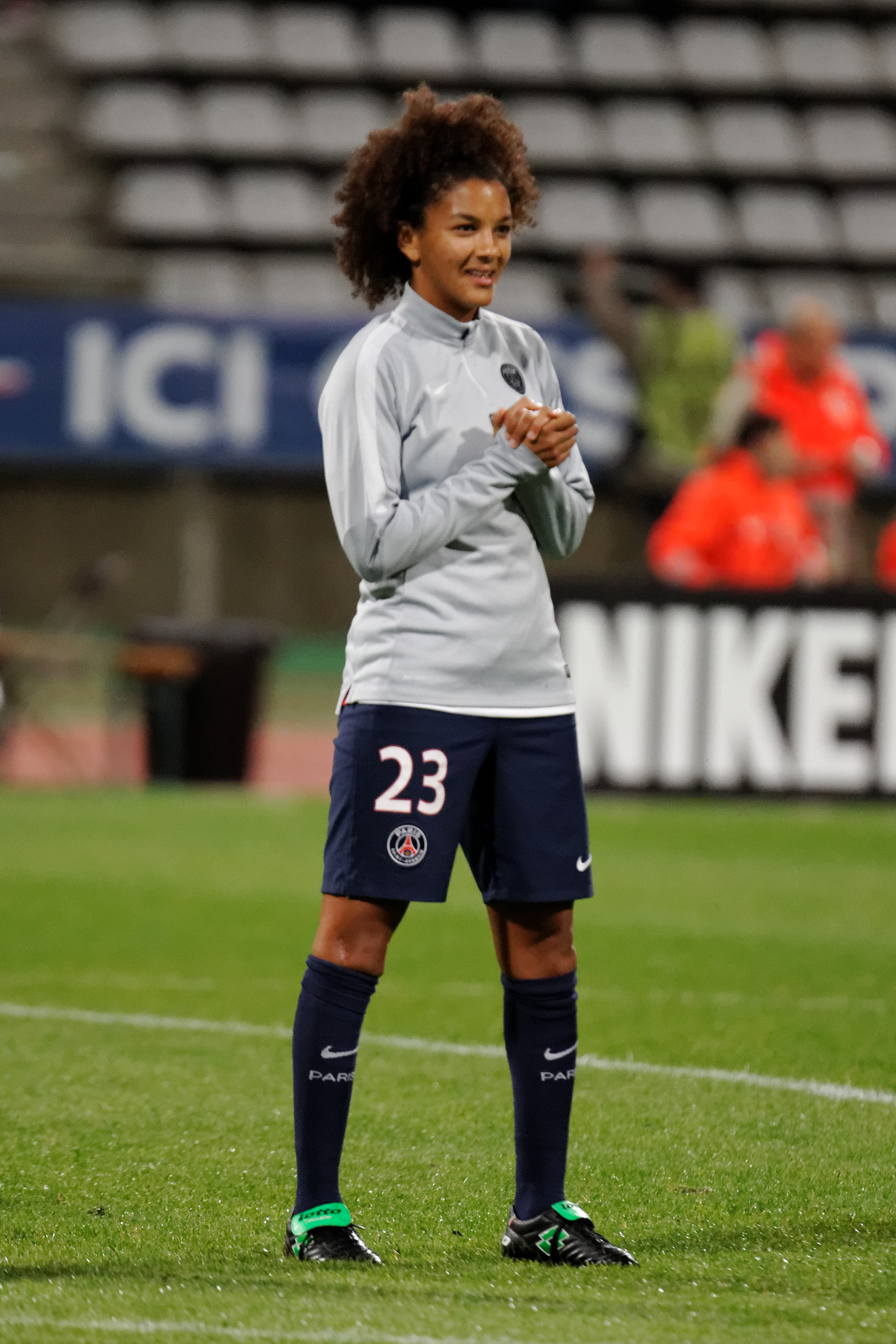
Gama al nel 2014, in riscaldamento prima della sfida di Women's Champions League contro il.

Il 18 luglio 2012 accetta la proposta del Brescia che la vede vestire la maglia delle Leonesse nella stagione 2012-2013. La sua prima esperienza con le lombarde dura una sola stagione, al termine della quale il Brescia raggiunge il 3º posto in campionato, collezionando 25 presenze e 3 gol.
Il 18 agosto 2013 si trasferisce al Paris Saint-Germain, militante in Division 1 Féminine, il massimo livello del campionato francese femminile di calcio. Nella sua prima stagione, quella del 2013-2014, ottiene la fiducia dell'allenatore Farid Benstiti e parte titolare fin dalla prima di campionato, il 1º settembre, vinta in trasferta per 2-0 sullo Yzeure. Tuttavia, giocato solo nelle prime tre partite di campionato fin quando un infortunio la costringe a rimanere fuori rosa.

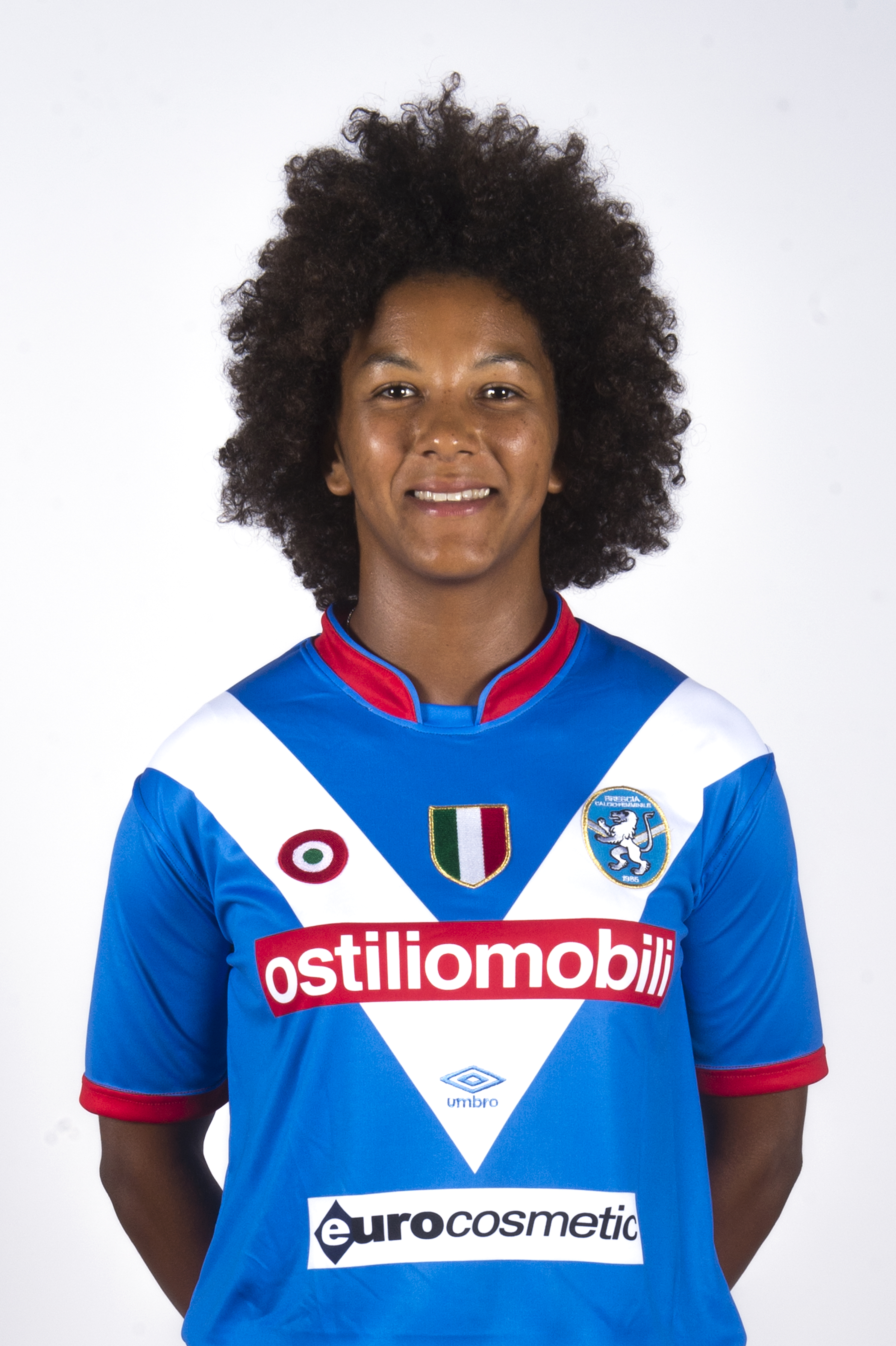
Gama al nel 2016.

Nell'estate 2015 fa ritorno a Brescia. Il successivo 7 ottobre, un suo gol decide la partita vinta per 1-0 contro il Liverpool, nell'andata dei sedicesimi di finale della UEFA Women's Champions League 2015-2016.

#### Juventus
Nell'estate 2017 si accasa alla neonata Juventus, venendo subito nominata capitana della squadra. Alla prima stagione a Torino, vince subito lo scudetto, ottenuto dopo la vittoria allo spareggio contro il Brescia, sua ex squadra.
Il 28 aprile 2025, Gama annuncia la propria intenzione di ritirarsi dal calcio giocato al termine della stagione 2024-2025, dopo aver vinto sei titoli nazionali, tre Coppe Italia e tre Supercoppe italiane con la squadra bianconera, tutte da capitana della squadra.

### Nazionale

#### Nazionali giovanili
Viene convocata al raduno della nazionale under 19 per essere impiegata nelle qualificazioni all'europeo 2006, ospitato per la sua fase finale in Svizzera. Fa il suo esordio in maglia azzurra il 25 aprile 2006 nel secondo turno di qualificazione, in occasione della partita Italia-Slovacchia, vinta dalle Azzurrine per 3-0.
Nel luglio 2008 è la capitana delle Azzurrine che vincono l'europeo under 19: Gama scende in campo in tutte e cinque le partite della competizione, e viene indicata dal sito web della UEFA tra le dieci migliori giocatrici del torneo.

#### Nazionale maggiore

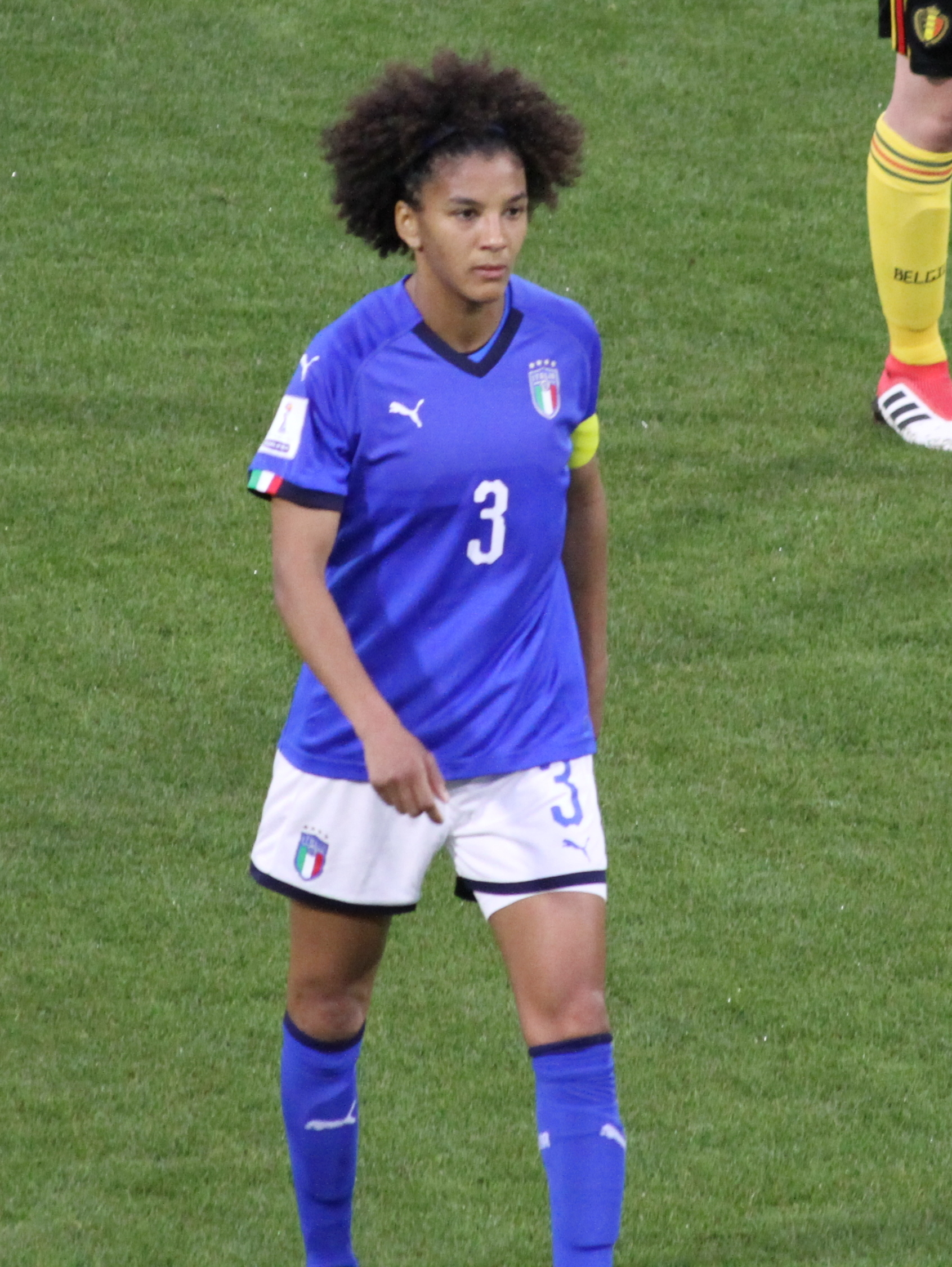
Gama capitano della nazionale nel 2018

Il 17 giugno 2006, a 16 anni, debutta in nazionale maggiore, nella sconfitta per 1-2 a Mariupol' contro l'Ucraina valevole per le qualificazioni al mondiale 2007.
Viene convocata dal commissario tecnico Pietro Ghedin per l'europeo 2009, scendendo in campo da titolare in tutte e quattro le partite giocate dalla nazionale, le tre del girone e quella dei quarti di finale persa contro la Germania. Nel frattempo Ghedin la inserisce nella rosa azzurra che affronta il Torneio Internacional Cidade de São Paulo 2011 a San Paolo, nello stadio municipale Paulo Machado de Carvalho. Scesa in campo da titolare nell'incontro inaugurale con il Brasile, Gama subisce un grave infortunio che la costringe ad abbandonare la partita, incontro che fino a quel momento vedeva l'Italia in grado di competere con le brasiliane, e che, anche a causa dell'ulteriore espulsione di Pamela Conti, vede le avversarie primeggiare con facilità chiudendolo sul 5-1. Stante la rottura dei legamenti crociati, Gama torna in Italia anzitempo per sottoporsi a un intervento chirurgico al ginocchio; tuttavia, se pure a distanza condivide con le compagne il percorso che vede l'Italia superare la fase a gironi del torneo paulista, per poi vincere la finale per il terzo posto battendo il Cile per 3-2.
Sotto la gestione tecnica di Antonio Cabrini viene convocata per l'europeo 2013, giocando solamente una partita del girone. L'anno seguente viene nominata capitana della nazionale. Nel dicembre 2016 prende parte al Torneio Internacional de Manaus, in Brasile, chiuso alle Azzurre al secondo posto dopo la sconfitta per 3-5 nella finale contro le padrone di casa. Nel 2017 gioca la fase finale dell'europeo, chiuso dall'Italia al primo turno.
Durante il successivo ciclo della selezionatrice Milena Bertolini ha preso parte al mondiale 2019, manifestazione da cui le Azzurre mancavano da due decenni. Il cammino dell'Italia si chiude ai quarti di finale, dopo la sconfitta per 0-2 contro i Paesi Bassi, comunque eguagliando il migliore piazzamento iridato del movimento femminile azzurro, risalente all'edizione 1991. In seguito è tra le convocate per l'europeo 2022, terminato anzitempo al primo turno. Sotto la gestione Bertolini ha conseguito anche due secondi posti all'Algarve Cup in Portogallo, nelle edizioni del 2020 (motivato del forfait azzurro prima della finale, per problematiche legate all'inizio della pandemia di COVID-19) e del 2022.
Viene confermata ancora nel giro azzurro all'inizio della gestione tecnica di Andrea Soncin, con cui ha tempo di disputare la UEFA Women's Nations League 2023-2024, prima di decidere di lasciare la nazionale all'età di 34 anni: scende in campo per l'ultima volta in maglia azzurra – di cui è la quarta assoluta per numero di presenze – il 23 febbraio 2024, nell'amichevole di Bagno a Ripoli contro l'Irlanda, conclusasi a reti inviolate.

## Statistiche

### Presenze e reti nei club
Statistiche aggiornate al 10 maggio 2025.
| Stagione           | Squadra                 | Campionato         | Campionato | Campionato | Coppe nazionali | Coppe nazionali | Coppe nazionali | Coppe continentali | Coppe continentali | Coppe continentali | Altre coppe | Altre coppe | Altre coppe | Totale | Totale |
| Stagione           | Squadra                 | Comp               | Pres       | Reti       | Comp            | Pres            | Reti            | Comp               | Pres               | Reti               | Comp        | Pres        | Reti        | Pres   | Reti   |
| ------------------ | ----------------------- | ------------------ | ---------- | ---------- | --------------- | --------------- | --------------- | ------------------ | ------------------ | ------------------ | ----------- | ----------- | ----------- | ------ | ------ |
| 2005-2006          | Graphistudio Tavagnacco | A                  | 20         | 1          | CI              | ?               | ?               | -                  | -                  | -                  | -           | -           | -           | 20+    | 1+     |
| 2006-2007          | Graphistudio Tavagnacco | A                  | 12         | 4          | CI              | ?               | ?               | -                  | -                  | -                  | -           | -           | -           | 12+    | 4+     |
| 2007-2008          | Graphistudio Tavagnacco | A                  | 19         | 0          | CI              | ?               | 0               | -                  | -                  | -                  | -           | -           | -           | 19+    | 0+     |
| 2008-2009          | Graphistudio Tavagnacco | A                  | 21         | 0          | CI              | ?               | ?               | -                  | -                  | -                  | -           | -           | -           | 21+    | 0+     |
| Totale Tavagnacco  | Totale Tavagnacco       | Totale Tavagnacco  | 72         | 5          | -               | ?               | 3+              | -                  | -                  | -                  | -           | -           | -           | 72+    | 8+     |
| 2009-2010          | Chiasiellis             | A                  | 21         | 1          | CI              | ?               | ?               | -                  | -                  | -                  | -           | -           | -           | 21+    | 1+     |
| 2010-2011          | Chiasiellis             | A                  | 22         | 0          | CI              | ?               | ?               | -                  | -                  | -                  | -           | -           | -           | 22+    | 0+     |
| 2011-2012          | Chiasiellis             | A                  | 7          | 1          | CI              | ?               | ?               | -                  | -                  | -                  | -           | -           | -           | 7+     | 1+     |
| Totale Chiasiellis | Totale Chiasiellis      | Totale Chiasiellis | 50         | 2          | -               | ?               | ?               | -                  | -                  | -                  | -           | -           | -           | 50+    | 2+     |
| 2012-2013          | Brescia                 | A                  | 25         | 3          | CI              | ?               | ?               | -                  | -                  | -                  | SI          | 0           | 0           | 25+    | 3+     |
| 2013-2014          | Paris Saint-Germain     | D1                 | 2          | 0          | CFF             | 0               | 0               | UWCL               | 0                  | 0                  | -           | -           | -           | 2      | 0      |
| 2014-2015          | Paris Saint-Germain     | D1                 | 8          | 1          | CFF             | 2               | 0               | UWCL               | 1                  | 0                  | -           | -           | -           | 11     | 1      |
| Totale Paris SG    | Totale Paris SG         | Totale Paris SG    | 10         | 1          | -               | 2               | 0               | -                  | 1                  | 0                  | -           | -           | -           | 13     | 1      |
| 2015-2016          | Brescia                 | A                  | 18         | 0          | CI              | 3               | 0               | UWCL               | 6                  | 1                  | SI          | 1           | 0           | 28     | 1      |
| 2016-2017          | Brescia                 | A                  | 21         | 3          | CI              | 4               | 0               | UWCL               | 4                  | 0                  | SI          | 1           | 0           | 30     | 3      |
| Totale Brescia     | Totale Brescia          | Totale Brescia     | 64         | 6          | -               | 7+              | 0+              | -                  | 10                 | 1                  | -           | 2           | 0           | 83+    | 7+     |
| 2017-2018          | Juventus                | A                  | 17+1       | 0          | CI              | 2               | 0               | -                  | -                  | -                  | -           | -           | -           | 20     | 0      |
| 2018-2019          | Juventus                | A                  | 18         | 1          | CI              | 4               | 0               | UWCL               | 2                  | 0                  | SI          | 1           | 0           | 25     | 1      |
| 2019-2020          | Juventus                | A                  | 14         | 0          | CI              | 1               | 1               | UWCL               | 2                  | 0                  | SI          | 1           | 0           | 18     | 1      |
| 2020-2021          | Juventus                | A                  | 10         | 1          | CI              | 4               | 1               | UWCL               | 2                  | 0                  | SI          | 1           | 0           | 17     | 2      |
| 2021-2022          | Juventus                | A                  | 15         | 1          | CI              | 4               | 1               | UWCL               | 8                  | 0                  | SI          | 2           | 0           | 29     | 2      |
| 2022-2023          | Juventus                | A                  | 15         | 0          | CI              | 4               | 0               | UWCL               | 1                  | 0                  | SI          | 0           | 0           | 20     | 0      |
| 2023-2024          | Juventus                | A                  | 16         | 0          | CI              | 2               | 0               | UWCL               | 1                  | 0                  | SI          | -           | -           | 19     | 0      |
| 2024-2025          | Juventus                | A                  | 5          | 0          | CI              | -               | -               | UWCL               | 1                  | 0                  | SI          | -           | -           | 6      | 0      |
| Totale Juventus    | Totale Juventus         | Totale Juventus    | 111        | 3          | -               | 21              | 3               | -                  | 17                 | 0                  | -           | 5           | 0           | 154    | 6      |
| Totale carriera    | Totale carriera         | Totale carriera    | 308        | 17         | -               | 30+             | 3+              | -                  | 28                 | 1                  | -           | 7           | 0           | 383+   | 21+    |

### Cronologia presenze e reti in nazionale
| Cronologia completa delle presenze e delle reti in nazionale ― Italia | Cronologia completa delle presenze e delle reti in nazionale ― Italia | Cronologia completa delle presenze e delle reti in nazionale ― Italia | Cronologia completa delle presenze e delle reti in nazionale ― Italia | Cronologia completa delle presenze e delle reti in nazionale ― Italia | Cronologia completa delle presenze e delle reti in nazionale ― Italia | Cronologia completa delle presenze e delle reti in nazionale ― Italia | Cronologia completa delle presenze e delle reti in nazionale ― Italia |
| Data                                                                  | Città                                                                 | In casa                                                               | Risultato                                                             | Ospiti                                                                | Competizione                                                          | Reti                                                                  | Note                                                                  |
| --------------------------------------------------------------------- | --------------------------------------------------------------------- | --------------------------------------------------------------------- | --------------------------------------------------------------------- | --------------------------------------------------------------------- | --------------------------------------------------------------------- | --------------------------------------------------------------------- | --------------------------------------------------------------------- |
| 17-6-2006                                                             | Mariupol'                                                             | Ucraina                                                               | 2 – 1                                                                 | Italia                                                                | Qual. Mondiali 2007                                                   | -                                                                     | 85’                                                                   |
| 25-6-2006                                                             | Toronto                                                               | Canada                                                                | 2 – 1                                                                 | Italia                                                                | Amichevole                                                            | -                                                                     | 78’                                                                   |
| 7-3-2007                                                              | Lagos                                                                 | Islanda                                                               | 1 – 2                                                                 | Italia                                                                | Algarve Cup 2007 - 1º turno                                           | -                                                                     | 57’                                                                   |
| 9-3-2007                                                              | Lagos                                                                 | Portogallo                                                            | 0 – 1                                                                 | Italia                                                                | Algarve Cup 2007 - 1º turno                                           | -                                                                     |                                                                       |
| 12-3-2007                                                             | Silves                                                                | Italia                                                                | 4 – 1                                                                 | Irlanda                                                               | Algarve Cup 2007 - 1º turno                                           | 1                                                                     | 46’                                                                   |
| 14-3-2007                                                             | Olhão                                                                 | Germania                                                              | 0 – 1                                                                 | Italia                                                                | Algarve Cup 2007 - finale 7º/8º posto                                 | -                                                                     |                                                                       |
| 5-5-2007                                                              | Trento                                                                | Italia                                                                | 0 – 2                                                                 | Svezia                                                                | Qual. Euro 2009                                                       | -                                                                     |                                                                       |
| 30-5-2007                                                             | Dublino                                                               | Irlanda                                                               | 1 – 2                                                                 | Italia                                                                | Qual. Euro 2009                                                       | -                                                                     |                                                                       |
| 1-7-2007                                                              | Qinhuangdao                                                           | Messico                                                               | 2 – 2                                                                 | Italia                                                                | Amichevole                                                            | -                                                                     |                                                                       |
| 4-7-2007                                                              | Shenyang                                                              | Italia                                                                | 5 – 0                                                                 | Thailandia                                                            | Amichevole                                                            | -                                                                     |                                                                       |
| 7-7-2007                                                              | Qinhuangdao                                                           | Cina                                                                  | 3 – 1                                                                 | Italia                                                                | Amichevole                                                            | -                                                                     | 46’                                                                   |
| 10-7-2007                                                             | Shenyang                                                              | Italia                                                                | 2 – 1                                                                 | Thailandia                                                            | Amichevole                                                            | -                                                                     |                                                                       |
| 27-10-2007                                                            | Bük                                                                   | Ungheria                                                              | 1 – 3                                                                 | Italia                                                                | Qual. Euro 2009                                                       | -                                                                     | 78’                                                                   |
| 31-10-2007                                                            | Noceto                                                                | Italia                                                                | 5 – 0                                                                 | Romania                                                               | Qual. Euro 2009                                                       | -                                                                     |                                                                       |
| 30-1-2008                                                             | Martigues                                                             | Francia                                                               | 1 – 0                                                                 | Italia                                                                | Amichevole                                                            | -                                                                     |                                                                       |
| 16-2-2008                                                             | Villacidro                                                            | Italia                                                                | 4 – 1                                                                 | Irlanda                                                               | Qual. Euro 2009                                                       | -                                                                     |                                                                       |
| 5-3-2008                                                              | Alvor                                                                 | Norvegia                                                              | 4 – 2                                                                 | Italia                                                                | Algarve Cup 2008 - 1º turno                                           | -                                                                     |                                                                       |
| 7-3-2008                                                              | Alvor                                                                 | Stati Uniti                                                           | 2 – 0                                                                 | Italia                                                                | Algarve Cup 2008 - 1º turno                                           | -                                                                     |                                                                       |
| 10-3-2008                                                             | Loulé                                                                 | Cina                                                                  | 0 – 2                                                                 | Italia                                                                | Algarve Cup 2008 - 1º turno                                           | -                                                                     |                                                                       |
| 12-3-2008                                                             | Olhão                                                                 | Svezia                                                                | 3 – 0                                                                 | Italia                                                                | Algarve Cup 2008 - finale 5º/6º posto                                 | -                                                                     |                                                                       |
| 24-5-2008                                                             | Buftea                                                                | Romania                                                               | 1 – 6                                                                 | Italia                                                                | Qual. Euro 2009                                                       | -                                                                     | 80’                                                                   |
| 2-10-2008                                                             | Montereale Valcellina                                                 | Italia                                                                | 3 – 0                                                                 | Ungheria                                                              | Qual. Euro 2009                                                       | -                                                                     |                                                                       |
| 25-10-2008                                                            | Horní Počernice                                                       | Rep. Ceca                                                             | 0 – 1                                                                 | Italia                                                                | Qual. Euro 2009                                                       | -                                                                     |                                                                       |
| 29-10-2008                                                            | Gubbio                                                                | Italia                                                                | 2 – 1                                                                 | Rep. Ceca                                                             | Qual. Euro 2009                                                       | -                                                                     |                                                                       |
| 31-1-2009                                                             | Sydney                                                                | Australia                                                             | 2 – 2                                                                 | Italia                                                                | Amichevole                                                            | -                                                                     |                                                                       |
| 7-2-2009                                                              | Canberra                                                              | Australia                                                             | 1 – 5                                                                 | Italia                                                                | Amichevole                                                            | -                                                                     |                                                                       |
| 25-8-2009                                                             | Lahti                                                                 | Inghilterra                                                           | 1 – 2                                                                 | Italia                                                                | Euro 2009 - 1º turno                                                  | -                                                                     |                                                                       |
| 28-8-2009                                                             | Turku                                                                 | Italia                                                                | 0 – 2                                                                 | Svezia                                                                | Euro 2009 - 1º turno                                                  | -                                                                     |                                                                       |
| 31-8-2009                                                             | Helsinki                                                              | Russia                                                                | 0 – 2                                                                 | Italia                                                                | Euro 2009 - 1º turno                                                  | -                                                                     |                                                                       |
| 4-9-2009                                                              | Lahti                                                                 | Germania                                                              | 2 – 1                                                                 | Italia                                                                | Euro 2009 - Quarti di finale                                          | -                                                                     |                                                                       |
| 19-9-2009                                                             | Domžale                                                               | Slovenia                                                              | 0 – 8                                                                 | Italia                                                                | Qual. Mondiali 2011                                                   | -                                                                     | 85’                                                                   |
| 23-9-2009                                                             | Rieti                                                                 | Italia                                                                | 1 – 0                                                                 | Portogallo                                                            | Qual. Mondiali 2011                                                   | -                                                                     |                                                                       |
| 24-10-2009                                                            | Erevan                                                                | Armenia                                                               | 0 – 8                                                                 | Italia                                                                | Qual. Mondiali 2011                                                   | 2                                                                     |                                                                       |
| 25-11-2009                                                            | Francavilla al Mare                                                   | Italia                                                                | 7 – 0                                                                 | Armenia                                                               | Qual. Mondiali 2011                                                   | -                                                                     |                                                                       |
| 24-2-2010                                                             | Nicosia                                                               | Nuova Zelanda                                                         | 1 – 0                                                                 | Italia                                                                | Cyprus Cup 2010 - 1º turno                                            | -                                                                     |                                                                       |
| 26-2-2010                                                             | Larnaca                                                               | Italia                                                                | 2 – 0                                                                 | Scozia                                                                | Cyprus Cup 2010 - 1º turno                                            | -                                                                     |                                                                       |
| 1-3-2010                                                              | Nicosia                                                               | Italia                                                                | 1 – 1                                                                 | Paesi Bassi                                                           | Cyprus Cup 2010 - 1º turno                                            | -                                                                     |                                                                       |
| 3-3-2010                                                              | Nicosia                                                               | Italia                                                                | 2 – 3                                                                 | Inghilterra                                                           | Cyprus Cup 2010 - finale 5º/6º posto                                  | -                                                                     |                                                                       |
| 27-3-2010                                                             | Tocha                                                                 | Portogallo                                                            | 1 – 3                                                                 | Italia                                                                | Qual. Mondiali 2011                                                   | -                                                                     |                                                                       |
| 31-3-2010                                                             | Ascoli Piceno                                                         | Italia                                                                | 1 – 1                                                                 | Finlandia                                                             | Qual. Mondiali 2011                                                   | -                                                                     |                                                                       |
| 19-6-2010                                                             | Montereale Valcellina                                                 | Italia                                                                | 6 – 0                                                                 | Slovenia                                                              | Qual. Mondiali 2011                                                   | -                                                                     |                                                                       |
| 23-6-2010                                                             | Vantaa                                                                | Finlandia                                                             | 1 – 3                                                                 | Italia                                                                | Qual. Mondiali 2011                                                   | -                                                                     |                                                                       |
| 11-9-2010                                                             | Besançon                                                              | Francia                                                               | 0 – 0                                                                 | Italia                                                                | Qual. Mondiali 2011                                                   | -                                                                     |                                                                       |
| 15-9-2010                                                             | Gubbio                                                                | Italia                                                                | 2 – 3                                                                 | Francia                                                               | Qual. Mondiali 2011                                                   | -                                                                     |                                                                       |
| 2-10-2010                                                             | Černihiv                                                              | Ucraina                                                               | 0 – 3                                                                 | Italia                                                                | Qual. Mondiali 2011                                                   | -                                                                     |                                                                       |
| 6-10-2010                                                             | Latina                                                                | Italia                                                                | 0 – 0                                                                 | Ucraina                                                               | Qual. Mondiali 2011                                                   | -                                                                     |                                                                       |
| 23-10-2010                                                            | Treviso                                                               | Italia                                                                | 1 – 0                                                                 | Svizzera                                                              | Qual. Mondiali 2011                                                   | -                                                                     | 68’                                                                   |
| 27-11-2010                                                            | Bridgeview                                                            | Stati Uniti                                                           | 1 – 0                                                                 | Italia                                                                | Qual. Mondiali 2011 - Spareggio UEFA-CONCACAF                         | -                                                                     |                                                                       |
| 2-3-2011                                                              | Larnaca                                                               | Inghilterra                                                           | 2 – 0                                                                 | Italia                                                                | Cyprus Cup 2011 - 1º turno                                            | -                                                                     |                                                                       |
| 4-3-2011                                                              | Nicosia                                                               | Italia                                                                | 0 – 1                                                                 | Canada                                                                | Cyprus Cup 2011 - 1º turno                                            | -                                                                     |                                                                       |
| 7-3-2011                                                              | Larnaca                                                               | Scozia                                                                | 0 – 0                                                                 | Italia                                                                | Cyprus Cup 2011 - 1º turno                                            | -                                                                     |                                                                       |
| 9-3-2011                                                              | Larnaca                                                               | Russia                                                                | 0 – 2                                                                 | Italia                                                                | Cyprus Cup 2011 - finale 9º/10º posto                                 | -                                                                     |                                                                       |
| 3-6-2011                                                              | Osnabrück                                                             | Germania                                                              | 5 – 0                                                                 | Italia                                                                | Amichevole                                                            | -                                                                     | 72’                                                                   |
| 17-9-2011                                                             | Sarajevo                                                              | Bosnia ed Erzegovina                                                  | 0 – 1                                                                 | Italia                                                                | Qual. Euro 2013                                                       | -                                                                     |                                                                       |
| 22-10-2011                                                            | Prilep                                                                | Macedonia                                                             | 0 – 9                                                                 | Italia                                                                | Qual. Euro 2013                                                       | -                                                                     |                                                                       |
| 26-10-2011                                                            | Treviso                                                               | Italia                                                                | 2 – 0                                                                 | Russia                                                                | Qual. Euro 2013                                                       | -                                                                     |                                                                       |
| 19-11-2011                                                            | Pruszków                                                              | Polonia                                                               | 0 – 5                                                                 | Italia                                                                | Qual. Euro 2013                                                       | -                                                                     |                                                                       |
| 23-11-2011                                                            | Trani                                                                 | Italia                                                                | 2 – 0                                                                 | Grecia                                                                | Qual. Euro 2013                                                       | -                                                                     |                                                                       |
| 8-12-2011                                                             | San Paolo                                                             | Brasile                                                               | 5 – 1                                                                 | Italia                                                                | Torneio Internacional 2011                                            | -                                                                     | 46’                                                                   |
| 6-3-2013                                                              | Nicosia                                                               | Inghilterra                                                           | 4 – 2                                                                 | Italia                                                                | Cyprus Cup 2013 - 1º turno                                            | -                                                                     | 77’                                                                   |
| 11-3-2013                                                             | Larnaca                                                               | Italia                                                                | 1 – 2                                                                 | Scozia                                                                | Cyprus Cup 2013 - 1º turno                                            | 1                                                                     |                                                                       |
| 13-3-2013                                                             | Larnaca                                                               | Corea del Sud                                                         | 0 – 1                                                                 | Italia                                                                | Cyprus Cup 2013 - finale 9º/10º posto                                 | -                                                                     |                                                                       |
| 7-4-2013                                                              | Sankt Veit an der Glan                                                | Austria                                                               | 1 – 3                                                                 | Italia                                                                | Amichevole                                                            | -                                                                     |                                                                       |
| 16-7-2013                                                             | Halmstad                                                              | Svezia                                                                | 3 – 1                                                                 | Italia                                                                | Euro 2013 - 1º turno                                                  | -                                                                     |                                                                       |
| 22-11-2014                                                            | L'Aia                                                                 | Paesi Bassi                                                           | 1 – 1                                                                 | Italia                                                                | Qual. Mondiali 2015 - finale play-off UEFA                            | -                                                                     |                                                                       |
| 26-11-2014                                                            | Verona                                                                | Italia                                                                | 1 – 2                                                                 | Paesi Bassi                                                           | Qual. Mondiali 2015 - finale play-off UEFA                            | -                                                                     |                                                                       |
| 4-3-2015                                                              | Nicosia                                                               | Corea del Sud                                                         | 1 – 2                                                                 | Italia                                                                | Cyprus Cup 2015 - 1º turno                                            | -                                                                     |                                                                       |
| 9-3-2015                                                              | Nicosia                                                               | Italia                                                                | 0 – 1                                                                 | Canada                                                                | Cyprus Cup 2015 - 1º turno                                            | -                                                                     |                                                                       |
| 11-3-2015                                                             | Larnaca                                                               | Italia                                                                | 2 – 3                                                                 | Messico                                                               | Cyprus Cup 2015 - finale 3º/4º posto                                  | -                                                                     |                                                                       |
| 28-5-2015                                                             | Nagano                                                                | Giappone                                                              | 1 – 0                                                                 | Italia                                                                | Amichevole                                                            | -                                                                     |                                                                       |
| 18-9-2015                                                             | La Spezia                                                             | Italia                                                                | 6 – 1                                                                 | Georgia                                                               | Qual. Euro 2017                                                       | -                                                                     |                                                                       |
| 24-10-2015                                                            | Cesena                                                                | Italia                                                                | 0 – 3                                                                 | Svizzera                                                              | Qual. Euro 2017                                                       | -                                                                     |                                                                       |
| 27-10-2015                                                            | Chomutov                                                              | Rep. Ceca                                                             | 0 – 3                                                                 | Italia                                                                | Qual. Euro 2017                                                       | -                                                                     |                                                                       |
| 3-12-2015                                                             | Guiyang                                                               | Cina                                                                  | 1 – 1                                                                 | Italia                                                                | Amichevole                                                            | -                                                                     |                                                                       |
| 6-12-2015                                                             | Qujing                                                                | Cina                                                                  | 2 – 0                                                                 | Italia                                                                | Amichevole                                                            | -                                                                     | 46’                                                                   |
| 9-4-2016                                                              | Bienne                                                                | Svizzera                                                              | 2 – 1                                                                 | Italia                                                                | Qual. Euro 2017                                                       | -                                                                     |                                                                       |
| 12-4-2016                                                             | Reggio Emilia                                                         | Italia                                                                | 3 – 1                                                                 | Irlanda del Nord                                                      | Qual. Euro 2017                                                       | -                                                                     |                                                                       |
| 7-6-2016                                                              | Gori                                                                  | Georgia                                                               | 0 – 7                                                                 | Italia                                                                | Qual. Euro 2017                                                       | -                                                                     | 65’                                                                   |
| 16-9-2016                                                             | Lurgan                                                                | Irlanda del Nord                                                      | 0 – 3                                                                 | Italia                                                                | Qual. Euro 2017                                                       | -                                                                     | 78’                                                                   |
| 20-9-2016                                                             | Vercelli                                                              | Italia                                                                | 3 – 1                                                                 | Rep. Ceca                                                             | Qual. Euro 2017                                                       | -                                                                     |                                                                       |
| 7-12-2016                                                             | Manaus                                                                | Russia                                                                | 0 – 3                                                                 | Italia                                                                | Torneio Internacional 2016 - 1º turno                                 | 1                                                                     | 60’                                                                   |
| 11-12-2016                                                            | Manaus                                                                | Italia                                                                | 3 – 0                                                                 | Costa Rica                                                            | Torneio Internacional 2016 - 1º turno                                 | -                                                                     | 46’                                                                   |
| 18-12-2016                                                            | Manaus                                                                | Brasile                                                               | 5 – 3                                                                 | Italia                                                                | Torneio Internacional 2016 - finale                                   | -                                                                     |                                                                       |
| 1-3-2017                                                              | Nicosia                                                               | Corea del Nord                                                        | 3 – 0                                                                 | Italia                                                                | Cyprus Cup 2017 - 1º turno                                            | -                                                                     |                                                                       |
| 3-3-2017                                                              | Larnaca                                                               | Italia                                                                | 1 – 4                                                                 | Belgio                                                                | Cyprus Cup 2017 - 1º turno                                            | -                                                                     |                                                                       |
| 8-3-2017                                                              | Larnaca                                                               | Italia                                                                | 6 – 2                                                                 | Rep. Ceca                                                             | Cyprus Cup 2017 - finale 11º/12º posto                                | -                                                                     | 76’                                                                   |
| 7-4-2017                                                              | Stoke-on-Trent                                                        | Inghilterra                                                           | 1 – 1                                                                 | Italia                                                                | Amichevole                                                            | -                                                                     |                                                                       |
| 17-7-2017                                                             | Rotterdam                                                             | Italia                                                                | 1 – 2                                                                 | Russia                                                                | Euro 2017 - 1º turno                                                  | -                                                                     | 27’                                                                   |
| 15-9-2017                                                             | La Spezia                                                             | Italia                                                                | 5 – 0                                                                 | Moldavia                                                              | Qual. Mondiali 2019                                                   | -                                                                     |                                                                       |
| 19-9-2017                                                             | Cluj-Napoca                                                           | Romania                                                               | 0 – 1                                                                 | Italia                                                                | Qual. Mondiali 2019                                                   | -                                                                     |                                                                       |
| 24-10-2017                                                            | Castel di Sangro                                                      | Italia                                                                | 3 – 0                                                                 | Romania                                                               | Qual. Mondiali 2019                                                   | -                                                                     | 46’                                                                   |
| 28-11-2017                                                            | Estoril                                                               | Portogallo                                                            | 0 – 1                                                                 | Italia                                                                | Qual. Mondiali 2019 - 1º turno                                        | -                                                                     |                                                                       |
| 28-2-2018                                                             | Larnaca                                                               | Italia                                                                | 3 – 0                                                                 | Svizzera                                                              | Cyprus Cup 2018 - 1º turno                                            | -                                                                     |                                                                       |
| 2-3-2018                                                              | Larnaca                                                               | Italia                                                                | 3 – 0                                                                 | Galles                                                                | Cyprus Cup 2018 - 1º turno                                            | -                                                                     |                                                                       |
| 7-3-2018                                                              | Larnaca                                                               | Spagna                                                                | 2 – 0                                                                 | Italia                                                                | Cyprus Cup 2018 - finale 1º/2º posto                                  | -                                                                     |                                                                       |
| 10-4-2018                                                             | Ferrara                                                               | Italia                                                                | 2 – 1                                                                 | Belgio                                                                | Qual. Mondiali 2019                                                   | -                                                                     |                                                                       |
| 8-6-2018                                                              | Firenze                                                               | Italia                                                                | 3 – 0                                                                 | Portogallo                                                            | Qual. Mondiali 2019                                                   | -                                                                     |                                                                       |
| 4-9-2018                                                              | Lovanio                                                               | Belgio                                                                | 2 – 1                                                                 | Italia                                                                | Qual. Mondiali 2019                                                   | -                                                                     |                                                                       |
| 10-11-2018                                                            | Osnabrück                                                             | Germania                                                              | 5 – 2                                                                 | Italia                                                                | Amichevole                                                            | -                                                                     |                                                                       |
| 22-1-2019                                                             | Cesena                                                                | Italia                                                                | 2 – 0                                                                 | Galles                                                                | Amichevole                                                            | -                                                                     |                                                                       |
| 27-2-2019                                                             | Larnaca                                                               | Messico                                                               | 0 – 5                                                                 | Italia                                                                | Cyprus Cup 2019 - 1º turno                                            | -                                                                     |                                                                       |
| 6-3-2019                                                              | Larnaca                                                               | Corea del Nord                                                        | 3 – 3 dts (7 - 6 dtr)                                                 | Italia                                                                | Cyprus Cup 2019 - finale 1º/2º posto                                  | -                                                                     |                                                                       |
| 5-4-2019                                                              | Lublino                                                               | Polonia                                                               | 1 – 1                                                                 | Italia                                                                | Amichevole                                                            | -                                                                     |                                                                       |
| 29-5-2019                                                             | Ferrara                                                               | Italia                                                                | 3 – 1                                                                 | Svizzera                                                              | Amichevole                                                            | -                                                                     |                                                                       |
| 9-6-2019                                                              | Valenciennes                                                          | Australia                                                             | 1 – 2                                                                 | Italia                                                                | Mondiali 2019 - 1º turno                                              | -                                                                     | 21’                                                                   |
| 14-6-2019                                                             | Reims                                                                 | Giamaica                                                              | 0 – 5                                                                 | Italia                                                                | Mondiali 2019 - 1º turno                                              | -                                                                     |                                                                       |
| 18-6-2019                                                             | Valenciennes                                                          | Italia                                                                | 0 – 1                                                                 | Brasile                                                               | Mondiali 2019 - 1º turno                                              | -                                                                     |                                                                       |
| 25-6-2019                                                             | Montpellier                                                           | Italia                                                                | 2 – 0                                                                 | Cina                                                                  | Mondiali 2019 - Ottavi di finale                                      | -                                                                     |                                                                       |
| 29-6-2019                                                             | Valenciennes                                                          | Italia                                                                | 0 – 2                                                                 | Paesi Bassi                                                           | Mondiali 2019 - Quarti di finale                                      | -                                                                     |                                                                       |
| 29-8-2019                                                             | Ramat Gan                                                             | Israele                                                               | 2 – 3                                                                 | Italia                                                                | Qual. Euro 2022                                                       | -                                                                     |                                                                       |
| 3-9-2019                                                              | Tbilisi                                                               | Georgia                                                               | 0 – 1                                                                 | Italia                                                                | Qual. Euro 2022                                                       | -                                                                     |                                                                       |
| 4-10-2019                                                             | Ta' Qali                                                              | Malta                                                                 | 0 – 2                                                                 | Italia                                                                | Qual. Euro 2022                                                       | -                                                                     |                                                                       |
| 8-10-2019                                                             | Palermo                                                               | Italia                                                                | 2 – 0                                                                 | Bosnia ed Erzegovina                                                  | Qual. Euro 2022                                                       | -                                                                     |                                                                       |
| 8-11-2019                                                             | Benevento                                                             | Italia                                                                | 6 – 0                                                                 | Georgia                                                               | Qual. Euro 2022                                                       | -                                                                     | 30’                                                                   |
| 4-3-2020                                                              | Faro                                                                  | Portogallo                                                            | 1 – 2                                                                 | Italia                                                                | Algarve Cup 2020 - Prima fase                                         | -                                                                     |                                                                       |
| 7-3-2020                                                              | Parchal                                                               | Nuova Zelanda                                                         | 0 – 3                                                                 | Italia                                                                | Algarve Cup 2020 - Seconda fase                                       | -                                                                     |                                                                       |
| 1-12-2020                                                             | Viborg                                                                | Danimarca                                                             | 0 – 0                                                                 | Italia                                                                | Qual. Euro 2022                                                       | -                                                                     |                                                                       |
| 24-2-2021                                                             | Firenze                                                               | Italia                                                                | 12 – 0                                                                | Israele                                                               | Qual. Euro 2022                                                       | -                                                                     | 65’                                                                   |
| 13-4-2021                                                             | Firenze                                                               | Italia                                                                | 1 – 1                                                                 | Islanda                                                               | Amichevole                                                            | -                                                                     | 58’                                                                   |
| 10-6-2021                                                             | Ferrara                                                               | Italia                                                                | 1 – 0                                                                 | Paesi Bassi                                                           | Amichevole                                                            | -                                                                     |                                                                       |
| 17-9-2021                                                             | Trieste                                                               | Italia                                                                | 3 – 0                                                                 | Moldavia                                                              | Qual. Mondiali 2023                                                   | -                                                                     | 58’                                                                   |
| 21-9-2021                                                             | Karlovac                                                              | Croazia                                                               | 0 – 5                                                                 | Italia                                                                | Qual. Mondiali 2023                                                   | 1                                                                     | 46’                                                                   |
| 22-10-2021                                                            | Castel di Sangro                                                      | Italia                                                                | 3 – 0                                                                 | Croazia                                                               | Qual. Mondiali 2023                                                   | -                                                                     | 42’ 68’                                                               |
| 26-10-2021                                                            | Vilnius                                                               | Lituania                                                              | 0 – 5                                                                 | Italia                                                                | Qual. Mondiali 2023                                                   | 1                                                                     | 76’                                                                   |
| 26-11-2021                                                            | Palermo                                                               | Italia                                                                | 1 – 2                                                                 | Svizzera                                                              | Qual. Mondiali 2023                                                   | -                                                                     |                                                                       |
| 30-11-2021                                                            | Mogoșoaia                                                             | Romania                                                               | 0 – 5                                                                 | Italia                                                                | Qual. Mondiali 2023                                                   | -                                                                     | 66’                                                                   |
| 16-2-2022                                                             | Lagos                                                                 | Danimarca                                                             | 0 – 1                                                                 | Italia                                                                | Algarve Cup 2022 - 1º turno                                           | -                                                                     | 48’ 62’                                                               |
| 23-2-2022                                                             | Lagos                                                                 | Svezia                                                                | 1 – 1 (6 - 5 dtr)                                                     | Italia                                                                | Algarve Cup 2022 - Finale                                             | -                                                                     |                                                                       |
| 8-4-2022                                                              | Parma                                                                 | Italia                                                                | 7 – 0                                                                 | Lituania                                                              | Qual. Mondiali 2023                                                   | -                                                                     | 46’                                                                   |
| 12-4-2022                                                             | Thun                                                                  | Svizzera                                                              | 0 – 1                                                                 | Italia                                                                | Qual. Mondiali 2023                                                   | -                                                                     |                                                                       |
| 10-7-2022                                                             | Rotherham                                                             | Francia                                                               | 5 – 1                                                                 | Italia                                                                | Euro 2022 - Fase a gironi                                             | -                                                                     | 63’                                                                   |
| 14-7-2022                                                             | Manchester                                                            | Italia                                                                | 1 – 1                                                                 | Islanda                                                               | Euro 2022 - Fase a gironi                                             | -                                                                     | 58’                                                                   |
| 26-9-2023                                                             | Castel di Sangro                                                      | Italia                                                                | 0 – 1                                                                 | Svezia                                                                | UEFA Women's Nations League 2023-2024 - Fase a gironi                 | -                                                                     | 90+2’                                                                 |
| 5-12-2023                                                             | Parma                                                                 | Italia                                                                | 3 – 0                                                                 | Svizzera                                                              | UEFA Women's Nations League 2023-2024 - Fase a gironi                 | -                                                                     | 88’                                                                   |
| 23-2-2024                                                             | Bagno a Ripoli                                                        | Italia                                                                | 0 – 0                                                                 | Irlanda                                                               | Amichevole                                                            | -                                                                     | 49’                                                                   |
| Totale                                                                |                                                                       | Presenze                                                              | 135                                                                   |                                                                       | Reti                                                                  | 7                                                                     |                                                                       |

## Palmarès

### Club
- Campionato italiano: 7

Brescia: 2015-2016
Juventus: 2017-2018, 2018-2019, 2019-2020, 2020-2021, 2021-2022, 2024-2025
- Coppa Italia: 5

Brescia: 2015-2016
Juventus: 2018-2019, 2021-2022, 2022-2023, 2024-2025
- Supercoppa italiana: 5

Brescia: 2015, 2016
Juventus: 2019, 2020, 2021

### Nazionale
- Campionato d'Europa under 19: 1

2008

### Individuale
- UEFA Golden Player: 1

Campionato europeo femminile under 19 di calcio 2008
- Gran Galà del calcio AIC: 1

Squadra dell'anno: 2019
- Inserita nella Hall of Fame del calcio italiano nella categoria Calciatrice italiana

2019

## Opere
- La mia vita dietro un pallone. Dai Topolini di Trieste al Mondiale, storia di una campionessa del calcio, Milano, De Agostini, 2020, ISBN 978-88-511-7954-0.